# Face to Face (The-Kinks-Album)
Face To Face ist das vierte offizielle Studioalbum der britischen Rockgruppe The Kinks. Es wurde in England am 28. Oktober 1966 veröffentlicht.
Es war das erste Album der Kinks, das ausschließlich Kompositionen von Ray Davies enthielt. Die melodischen Lieder mit ihren ambitionierten sozialkritischen Texten bedeuteten eine Abkehr vom harten Rock and Roll der früheren Jahre, der die Band international bekannt gemacht hatte, und festigten den Ruf von Ray Davies als einem der besten englischen Komponisten dieser Zeit. Die neue Art zu schreiben hatte sich bereits im Vorjahr angekündigt mit Titeln wie beispielsweise Where Have All the Good Times Gone und A Well Respected Man.
Während die ersten drei Langspielplatten der Kinks jeweils innerhalb weniger Wochen aufgenommen wurden, erstreckte sich die Produktion der neuen Veröffentlichung über mehrere Monate (Oktober 1965 bis Juni 1966). Es war eine unruhige Zeit für die Band mit personellen Querelen (Bassist Pete Quaife wollte die Band verlassen und wurde zeitweilig durch John Dalton vertreten, der nach dem endgültigen Ausscheiden von Pete Quaife 1969 diesen ersetzte), Streitigkeiten insbesondere zwischen den Brüdern Dave und Ray Davies sowie einem Nervenzusammenbruch von letzterem. Da Ray Davies auch mit der Plattenfirma Pye Records zahlreiche Differenzen hatte, verzögerte sich die Veröffentlichung nach der Fertigstellung des Albums nochmals um mehrere Monate.
Manche Kritiker betrachten Face To Face als erstes Konzeptalbum des Rock and Roll: Nicht von Liebe und Leidenschaft handeln die Lieder, sondern von den Ängsten, Nöten und Träumen der britischen Mittelschicht. Themen, die von Ray Davies auch in den folgenden Jahren in den Mittelpunkt seiner Arbeit gestellt wurden. In den Texten voller Ironie und Spott, aber auch einfühlsam und melancholisch beschreibt Ray Davies unter anderem die Nöte von Eltern mit ihrer rebellischen Tochter (Rosie Won't You Please Come Home, gemeint ist seine Schwester gleichen Namens) oder die Selbstbezogenheit und Heuchelei des etablierten Bürgertums (A House in the Country, das später von The Pretty Things gecovert wurde). Das Stück Session Man war Nicky Hopkins gewidmet, der hier das Cembalo bediente. Too Much On My Mind fand 1977 im Wim-Wenders-Film Der amerikanische Freund Verwendung.
Ursprünglich wollte Ray Davies die einzelnen Stücke durch Sound-Effekte miteinander verbinden, was jedoch am Widerstand der Plattenfirma scheiterte. Bei einzelnen Titeln wie Party Line, Holiday in Waikiki oder Rainy Day in June lassen sich aber noch Fragmente dieser Idee erkennen. Neben den Beatles mit ihrem Stück Yellow Submarine (vom Album Revolver) und den Beach Boys mit Caroline, No (vom Album Pet Sounds) trugen die Kinks 1966 mit dazu bei, die Verwendung von Soundeffekten in der Rockmusik populär zu machen.
Das Album enthält zwei Nummer-eins-Hits: Sunny Afternoon in England sowie Dandy in Deutschland. Mit ihrer Version letzteren Titels hatte bereits die englische Band Herman’s Hermits einen Nr.-3-Hit gehabt, weshalb die Kinks-Version in England nicht als Single veröffentlicht wurde. Das Album selbst erreichte Platz 12 in den britischen und deutschen Album-Charts, aber nur Platz 136 der amerikanischen Chartliste. Hier zeichnete sich wieder einmal die Tatsache ab, dass die Band immer nur mit einzelnen Titeln große Erfolge haben sollte, ihre von Kritikern regelmäßig positiv beurteilten Alben aber nie den Massenmarkt erreichten.
Das psychedelische Cover, das in der auf dem Album enthaltenen Musik kaum Entsprechung fand, setzte die Plattenfirma gegen den Willen von Ray Davies durch.
Das Album Face To Face leitete eine Reihe von hochgelobten Studio-Veröffentlichungen der Band ein, eine Phase, die erst 1971 mit dem Album Muswell Hillbillies enden sollte. Von vielen Fans und Kritikern wird dieser Zeitraum oftmals als „Goldenes Kinks-Zeitalter“ bezeichnet.

## Titelliste
Seite 1
1. Party Line – 2:35
2. Rosie Won’t You Please Come Home – 2:34
3. Dandy – 2:12
4. Too Much on My Mind – 2:28
5. Session Man – 2:14
6. Rainy Day in June – 3:10
7. A House in the Country – 3:03

Seite 2
1. Holiday in Waikiki – 2:52
2. Most Exclusive Residence for Sale – 2:48
3. Fancy – 2:30
4. Little Miss Queen of Darkness – 3:16
5. You’re Lookin’ Fine – 2:46
6. Sunny Afternoon – 3:36
7. I’ll Remember – 2:27